# Tachigali plumbea
Tachigali plumbea är en ärtväxtart som beskrevs av Adolpho Ducke. Tachigali plumbea ingår i släktet Tachigali och familjen ärtväxter. Inga underarter finns listade i Catalogue of Life.